# Nizar Qabbani
```
Damasco
, 21 de marzo de 1923-
Londres
, 30 de abril de 1998) fue un 
diplomático
 
sirio
 y uno de los más célebres poetas árabes contemporáneos. Es conocido principalmente por una poesía de carácter amoroso y sexual y por el empleo de una "tercera lengua" que, basada en el más impecable árabe literario, pretende capturar la viveza y la elasticidad del habla coloquial siria.
[
1
]
[
2
]
```

## Biografía
Nizar Qabbani nació en marzo de 1923 en una de las grandes casas del viejo Damasco; hijo de un pastelero y uno de los miembros más relevantes del bloque nacional que se oponía al colonialismo francés. Estudió, tras la primaria, en la Facultad Científica Nacional, escuela bilingüe franco-árabe en la que solían matricularse los hijos de la pequeña burguesía damascena. Allí, fue alumno del poeta Jalil Mardam.
Compone su primer poema en 1939, en el transcurso de un viaje escolar por Italia. Cinco años después, publica su primer libro: Me dijo la morena ( قالت لي السمراء, qālat lī s-samrā').
Estudia Derecho en Damasco y, al acabar la carrera, en 1945, ingresa en el cuerpo diplomático y es destinado a El Cairo, donde publica el poemario Juventud de seno (طفولة نهد , Tufūlat nahd). La profesión diplomática le lleva sucesivamente a Ankara (1948-1950), Londres (1952-1955), Pekín (1958-1960) y Madrid (1962-1965).
De los años 60 sus obras más destacadas son los poemarios Amada mía (حبيبتي , Habībatī, 1961) y Dibujo con palabras (الرسم بالكلمات , Ar-rasm bi l-kalimāt, 1966).
En 1966 se establece en el Líbano, donde funda su propia editorial.
El año siguiente, 1967, marca un antes y un después en su carrera. La derrota árabe en la Guerra de los Seis Días destroza dos décadas de aspiraciones y sueños, y sume al mundo árabe en una gran crisis. Qabbani, hasta entonces poeta netamente amoroso, empieza a hacer una literatura más política, que se inaugura con su célebre poema Apuntes en el cuaderno de la derrota (هواميش على دفتر النكسة , Hawāmīš 'alà daftar an-naksa). Dicho poema, publicado en la prestigiosa revista beirutí Al-Adab en agosto de aquel mismo año realizaba una feroz crítica (autocrítica más bien, puesto que se refería a los árabes y Qabbani lo era) de las causas que habían llevado a la derrota: la retórica hueca, el aventurerismo, la desunión... Las críticas de Qabbani cayeron sobre las heridas abiertas por la guerra y se generó un gran movimiento en su contra en varios países árabes, que incluyó manifestaciones, encendidos artículos, secuestro legal de la revista en varios lugares e incluso quema pública de la misma. El poema, además, sentó mal a quienes pensaban que tocar temas políticos no era más que un acto de oportunismo en un poeta conocido hasta entonces por sus a veces indecentes cantos al amor.
A principios de los setenta, aparecen dos obras autobiográficas: De amor, sexo y revolución (الحب والجنس والثورة , Al-hubb wa-l-yins wa-t-tawra, 1971) y Mi historia con la poesía (قصتي مع الشعر , Qissati ma'a š-ši'r, 1973). Tras el estallido de la guerra civil libanesa, deja Beirut y vive sucesivamente en varias capitales árabes y europeas. De esa época es un homenaje en prosa poética a la ciudad mártir, devastada por la guerra: Diario de una ciudad que se llamaba Beirut (يوميات مدينة كان إسمها بيروت , Yawmiyyāt madīna kān ismu-hā Bayrūt).
En 1981 publica ¿Qué es la poesía? (ما هو الشعر , Mā huwa š-ši'r?), obra a caballo entre la crítica literaria, la lírica y la autobiografía.
En 1993 aparece Poemas árabes de amor (قصائد حب عربية , Qasā'id hubb 'arabiyya).